# Dovolená (Hvězdná brána)
Dovolená je 17. epizoda 2. řady sci-fi seriálu Hvězdná brána.

## Děj
Tým SG-1 přicestuje na planetu, kde žije jen jeden starý obyvatel - Machello. Má tam přístroj, který vyměňuje mysl mezi dvěma osobami. To ale neví Daniel, který se s ním vymění a v těle Machella upadne do bezvědomí. Vezmou ho na Zemi, kde zjistí, že došlo k záměně. Mezitím Machello v těle Daniela opustí základnu a bere si dovolenou. Jack a Teal'c se vrátí na Machellovu planetu a přinesou přístroj způsobující přenos osobností, avšak dojde k nehodě a oba si vymění mysl. Machella chytí policie a dovedou jej na základnu. Zde tvrdí, že proces je nevratný, protože přístroj si každou výměnu zapamatuje. Carterová přijde na to, že se nemusí vyměnit tytéž osoby, ale lze provést cyklickou záměnu. Machello nakonec ve svém těle umírá.